# Jonas Quinn
Jonas Quinn è un personaggio immaginario appartenente all'universo fantascientifico di Stargate SG-1.

## Biografia
Jonas Quinn è un Langarano e sul suo pianeta natio era un giovane e talentuoso ricercatore e consigliere del Primo Ministro, fiore all'occhiello di Kelowna. Jonas faceva parte del "progetto naquadria", un progetto top-secret ideato per lo studio di un nuovo minerale appena scoperto, il Naquadria appunto, un minerale che può emettere molta energia, ma è anche molto instabile. La sua vita ha una svolta quando l'SG-1 arriva a Kelowna in esplorazione. Infatti, durante la visita dell'SG-1 al laboratorio dove si studia il nuovo minerale, avviene un incidente: un esperimento col Naquadria è andato fuori controllo e rischia di creare una reazione nucleare che può uccidere milioni di vite. Daniel è costretto a prendersi una dose di radiazioni per annullare il processo, sapendo che probabilmente, a causa delle radiazioni, morirà. Mentre Daniel sacrifica la propria vita, lui rimane immobile, terrorizzato da ciò che poteva succedergli. Tormentato dai sensi di colpa, segue l'SG-1 sulla Terra per vegliare sul Dr. Jackson. Jonas, dopo l'ascensione di Daniel Jackson, si unì all'SG-1 e mostra subito uno stupefacente intelletto e la capacità di leggere e capire le cose molto più velocemente delle persone che abitano sulla Terra, abilità che sembra sia una caratteristica condivisa dalla gente del suo pianeta.
Dopo aver passato diversi mesi presso il Comando Stargate (SGC) a leggere gli appunti di Daniel Jackson, decise di entrare a far parte dell'SG-1 in memoria di questi. Una delle sue motivazioni è il rimorso: Daniel aveva rischiato la vita per salvare il pianeta natale di Jonas, mentre lui non aveva fatto nulla. Inoltre vuole contribuire alla lotta contro i Goa'uld, così che un giorno possa difendere il proprio pianeta.
I membri rimanenti del SG-1 non condividevano l'idea di avere Jonas al posto di Daniel, atteggiamento mostrato specialmente da O'Neill. Anche Sam non era favorevole, ma comunque si comportò amichevolmente con lui, cercando di farlo integrare alla base. Teal'c fu colui che comprese meglio i sentimenti di Jonas e il primo a suggerire in modo serio la possibilità di averlo al posto di Daniel.
Dopo che Jonas aiutò Carter con un piano per salvare la Terra dalle macchinazioni di Anubis, O'Neill, messo di fronte alla possibilità che un russo si unisse al SG-1, decise di prendere Jonas. Servì del tempo prima che Jack accettasse appieno il nuovo membro, ma quando Jonas salvò le vite della squadra su un Ha'tak sommerso, Jack si convinse del fatto che avrebbe potuto essere un ottimo compagno.
Con il ritorno di Daniel, Jonas torna su Kelowna, dove riassume il ruolo di ricercatore.